# Keijiro Ogawa
Keijiro Ogawa (小川 慶治朗 Ogawa Keijiro?), född 14 juli 1992 i Hyōgo prefektur, är en japansk fotbollsspelare som spelar för Yokohama FC.

## Karriär
Ogawa började sin karriär 2010 i Vissel Kobe. 2018 blev han utlånad till Shonan Bellmare. Han gick tillbaka till Vissel Kobe 2019. Med Vissel Kobe vann han japanska cupen 2019.
I januari 2021 värvades Ogawa av Yokohama FC. I oktober 2021 lånades han ut till australiska Western Sydney Wanderers på ett låneavtal fram till juni 2022.